# 成瘾
成瘾是个体强烈且不可自制地反复渴求滥用某种物质或进行某种活动，尽管知道会给自己带来各种不良后果，仍然无法或难以控制的行为和状态（精神状态、身体状态）。
成瘾屬於一種重複性的強迫行為，即使這些行為已知可能造成不良後果的情形下，仍然持續重複。這種行為可能因中樞神經系統功能失調造成，重複這些行為也可以反過來造成神經功能受損。
瘾可用于描述生理依賴或者过度的心理依赖，例如物質依賴，药物滥用（即俗称的滥药、毒瘾）、酒瘾、烟瘾、性成癮。或是持續出現特定行為（赌、暴食），網路成癮症、赌瘾、官瘾、财迷、工作狂、暴食症、跟蹤狂、偷窃狂、整形迷恋、购物狂甚至恋物癖等，是生理或者心理上，甚至是同時具备的一种依赖症。
瘾有分為物質成癮及行為成癮，行為成癮是和物质无关的强迫症，如赌瘾和网瘾。在这几种通常的用法中，瘾是描述一种某人高频率反复从事可能对其身心健康和社交生活有害的活动的一种强迫行为。而精神疾病診斷與統計手冊的第五版DSM-5中有將赌瘾（gambling disorder）列入。有時成瘾（addiction）會和物質依賴（substance dependence）混淆。兩者主要的不同是：物質依賴者在中斷物質使用後，會出現戒斷症狀，甚至造成更多的使用該物質，而成瘾是強制性的攝取某種物質或從事特定行為，不一定有戒斷症狀。
物質成瘾會對個人和社會帶來顯著的影響，包括成癮物質帶來的直接影響、伴隨的醫療費用、長期的併發症（例如吸煙可能造成的肺癌、酒癮可能會有的肝硬化、靜脈注射甲基苯丙胺會出現的冰毒嘴症狀）、神经可塑性（因為經驗原因引起大腦結構的改變）帶來的影響、以及後續生產力的下降。成瘾的典型現象包括對於物質或是行為的無法控制及過度關注，雖然有不良結果，卻仍然繼續攝取成瘾物質或從事特定行為的情形。伴隨著成癮的習慣或是行為模式通常是立即性的滿足（短期回報）及延遲出現的不良影響（長期不良結果）。
有时在口语上，瘾也用于指某些人的一些癖好，例如读书、收集（集邮）、看电视、玩游戏、购物、工作、上网、运动及进食等。不過在本条目中，瘾主要是被用于滥用药物和物质滥用问题，也就是有生理依賴或者过度心理依赖的行為。

## 醫學觀點
医学上，成癮是腦中犒賞系統在基因转录及表觀遺傳機制上出現的失調，成癮有許多心理上的原因，但依生理來說，是在長期暴露在高度的成癮刺激原（addictive stimulus，例如嗎啡、可卡因、性交、賭博等）後出現的情形。重複暴露在成癮刺激原是主要導致成癮以及維持成癮現象的主要病理因素。成癮刺激原有二個特性，一個是其正向增強（接觸後會增加再去進行類似行為的可能性），另一個是內在犒賞（認為此物質或是行為有趣、會想要再去進行）。
转录因子ΔFosB是各種成癮（行為成癮或物質成癮）發展中的關鍵成份及共同因素。二十多年針對ΔFosB在成瘾當中的研究，結果指出成瘾的出現以及伴隨的强迫行为加剧或减弱，都和伏隔核中D1型中度多刺神經元中ΔFosB的基因過度表現（genetic overexpression）有關。因為ΔFosB基因表現與成瘾之間有因果關係，ΔFosB在臨床前研究中常作為成瘾的生物標記。ΔFosB在這些神經元的表現一方面會直接調高藥物Self-administration及犒賞敏感度，也會透過正增強達到這些效果，另一方面也會降低對厭惡（aversion）的敏感度。
腹側被蓋區被認為與神經生物學理論中的成癮現象有關。

## 藥物成癮
診斷藥物成癮可診斷為生理成癮、成癮有增加或減退跡象、和沒有成癮。DSM-IV中介紹的包括：
- 303.90 酒精依賴
- 304.00 鴉片依賴
- 304.10 鎮靜劑依賴、催眠藥依賴、或抗焦慮藥依賴（包括苯二氮平類藥物成瘾和巴比妥依賴）
- 304.20 可卡因依賴
- 304.30 大麻依賴
- 304.40 安非他命依賴（或似安非他命類）
- 304.50 致幻剂依賴
- 304.60 鼻吸劑（英语：Inhalant）依賴
- 304.80 多種物質依賴
- 304.90 苯環利定（或似苯環利定類）依賴
- 304.90 其他（或未知）物質依賴
- 305.10 尼古丁依賴

## 流行病學
因為文化的不同，特定時間內出現藥物成癮或是行為成癮的比例（即患病率）會隨時代及國家而不同，也會因為年齡層、社會經濟地位等人口学資料而不同。澳洲2009年的藥物濫用患病率為5.1%。依照美國2011年在青少年中抽樣的結果來看，其酒癮及非法藥物濫用的lifetime prevalence（個體從出生後，一直到接受抽樣之前，曾出現過的比例）分別是8%及2-3%。

## 腳註
1. ↑  降低對厭惡的敏感度，簡單來說，就是讓個人的行為比較不會被其不想要的負面結果而影，比較不因為有可能負面結果而不去做該行為

## 外部連結
- 台灣成癮科學學會 （页面存档备份，存于）